# Mausolée Sidi Amor Abbada
Le mausolée Sidi Amor Abbada est une zaouïa tunisienne située à Kairouan.

## Histoire
Édifié vers 1872, le monument renferme le tombeau de Sidi Amor Abbada al-Ayari, marabout qui a vécu durant la première moitié du XIXe siècle. Exerçant la profession de maître forgeron, il fut un personnage hors du commun faisant l'objet de respect et de vénération de la part de la population — qui lui attribuent des dons et des pouvoirs surnaturels — ainsi que des souverains husseinites qui l'ont comblé de faveurs, notamment Moustapha Bey et Ahmed Ier Bey. Autour du marabout décédé vers 1855 se sont tissés de nombreux contes et mythes dont certains sont restés dans la mémoire collective jusqu'à nos jours.

## Bâtiment
L'édifice, dont la superficie totale dépasse les 1 500 m2, se signale à l'extérieur par un ensemble impressionnant de six coupoles sur trompes côtelées de style typiquement kairouanais. L'intérieur du monument, dont les murs très massifs atteignent deux, quatre voire cinq mètres d'épaisseur, comprend un dédale de galeries et de salles surmontées de coupoles. Les motifs décoratifs sont essentiellement constitués de fleurons et de croissants ornant les abaques surmontant les chapiteaux des colonnes.
La salle principale de la zaouïa, abritant le tombeau du vénérable personnage, a été aménagée en musée qui expose des œuvres ayant appartenu à Sidi Amor Abbada ou réalisés par lui : de très lourds sabres en fer forgé couverts de fourreaux en bois massif, des ancres géantes, d'énormes coffres, etc.
Ces pièces extravagantes et démesurées, datant de la première moitié du XIXe siècle et portant pour certaines d'entre elles des inscriptions en écriture cursive, traduisent le caractère fort et empreint de mégalomanie du marabout.

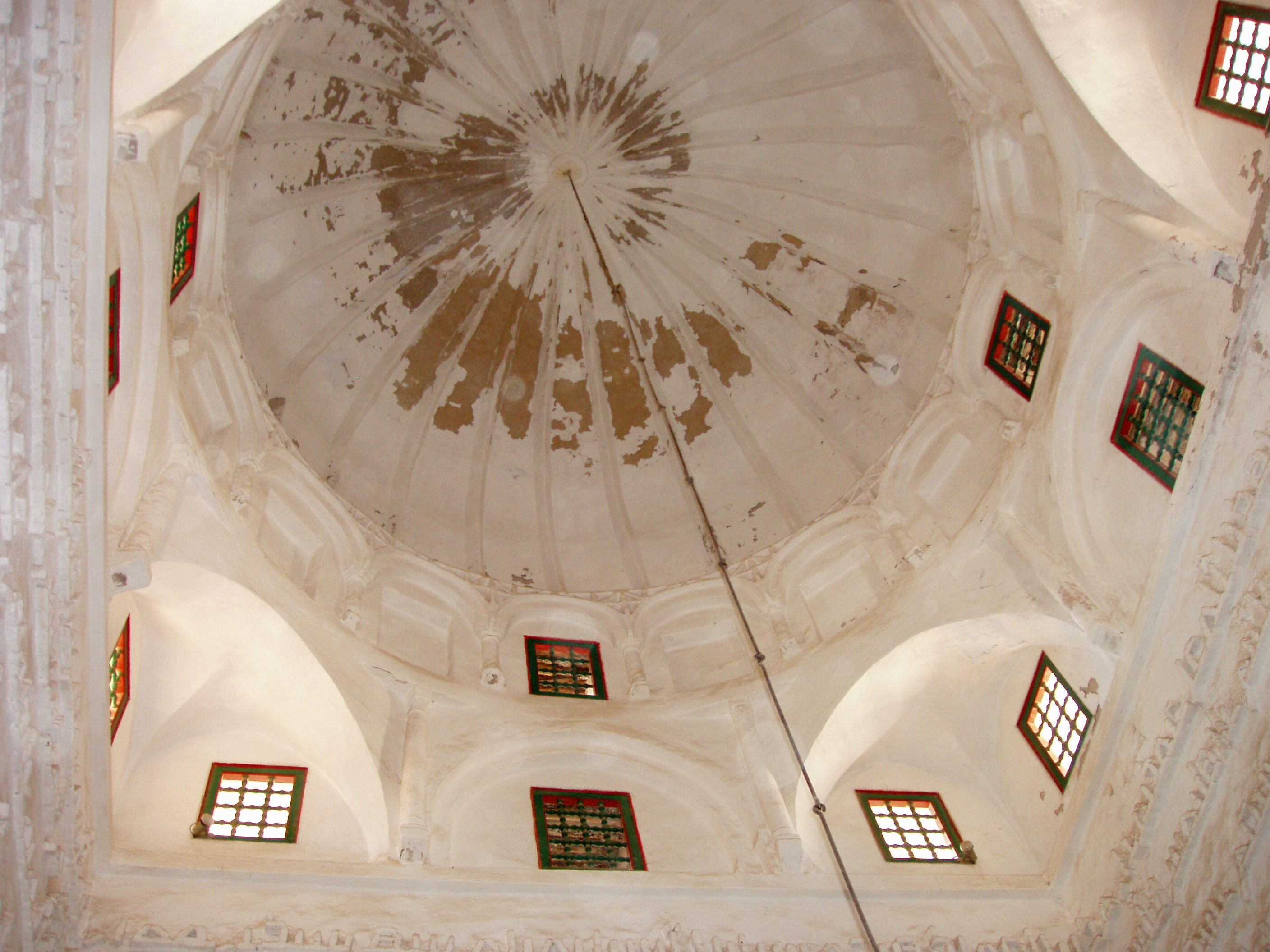
Vue intérieure de l'une des coupoles du mausolée.
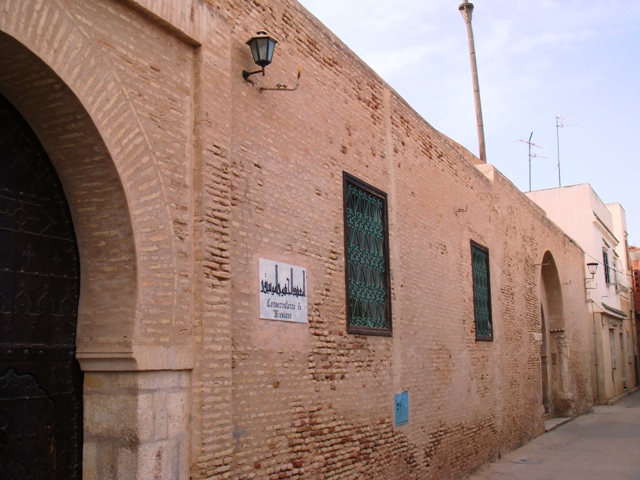
Vue du mur extérieur du mausolée.